# Джалокати (округ)
Джалокати (бенг. ঝালকাঠি জেলা, англ. Jhalokati District) — округ на юге Бангладеш, в области Барисал. Образован в 1984 году. Административный центр — город Джалокати. Площадь округа — 758 км². По данным переписи 2001 года население округа составляло 696 055 человек. Уровень грамотности взрослого населения составлял 51,2 %, что выше среднего уровня по Бангладеш (43,1 %). Религиозный состав населения: мусульмане — 87,31 %, индуисты — 12,64 %.

## Административно-территориальное деление
Округ состоит из 4 подокругов.
Подокруга (центр)
1. Джалокати-Садар (Джалокати)
2. Катхалия (Катхалия)
3. Налчити (Налчити)
4. Раджапур (Раджапур)